# Fri Tanke

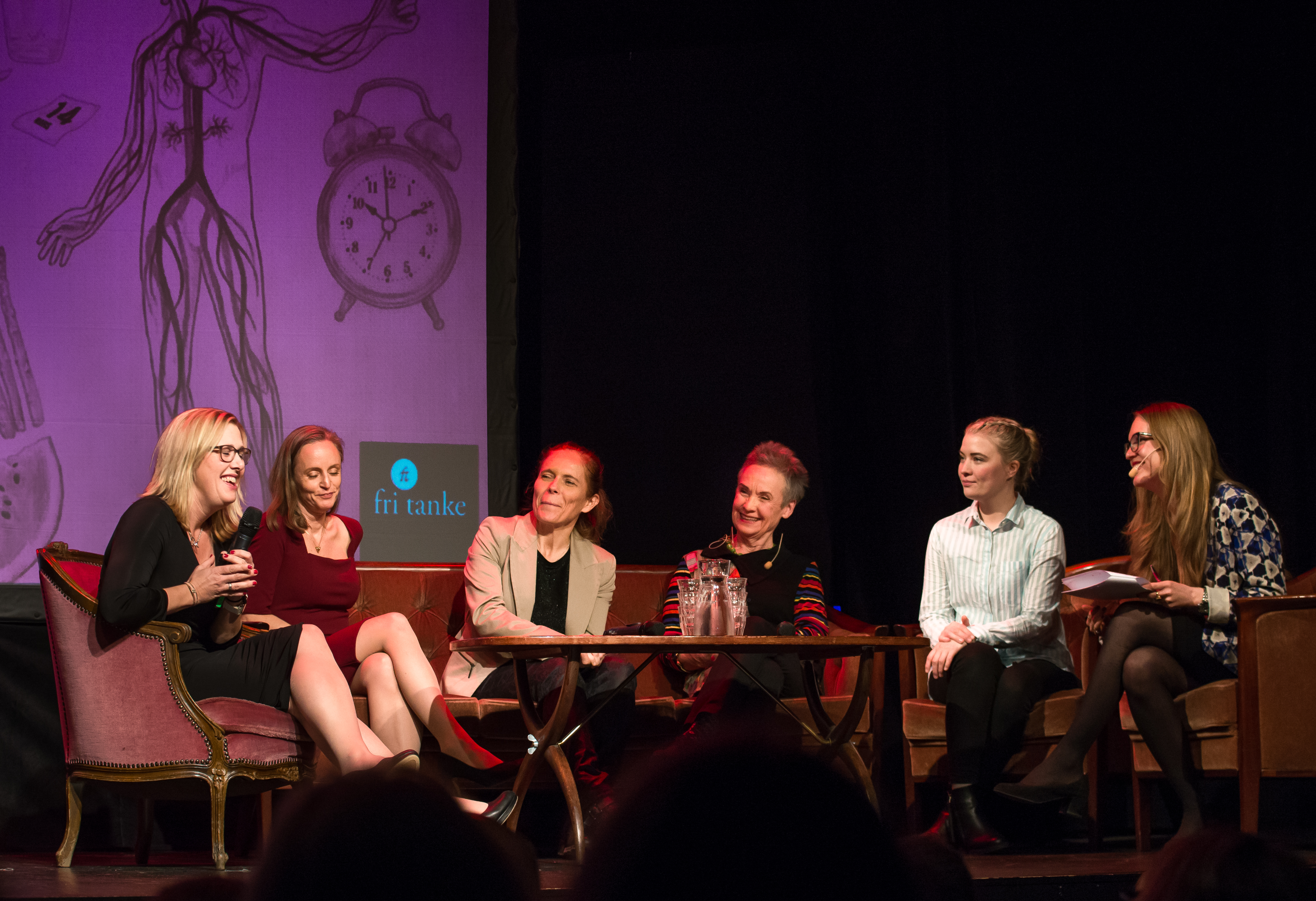
Fri Tanke-seminariet Frisk utan fusk – hälsa på vetenskaplig väg.

Fri tanke är ett bokförlag i Stockholm som grundades 2008 av Christer Sturmark, Tomas Björkman, Sven Hagströmer och Björn Ulvaeus. Bokförlaget består av flera verksamhetsgrenar, forum, förlag, tankesmedja och tidskrift som enligt förlagets egen beskriven alla samverkar i upplysningens anda. Utgivningen har varit inriktad på litteratur i gränslandet mellan filosofi och politik, vetenskap och existentiella frågor.
Förlaget har bland annat publicerat översättningar av Craig Venter, Lawrence Krauss, Lone Frank, Sam Harris, Christopher Hitchens, Irshad Manji, Richard Dawkins, Svante Pääbo, Rebecca Goldstein, Robert Wright, Steven Pinker, Peter Singer och Michail Gorbatjov.
Förlaget har även givit ut svenska författare som Ulf Danielsson, Åsa Wikforss, P C Jersild, Torbjörn Elensky, Hanne Kjöller, Magnus Norell, Yrsa Stenius och Torbjörn Tännsjö, samt biografier över framstående filosofer och vetenskapspersoner genom historien.[källa behövs]
Förlaget ordnar även samtalsserien Pi-samtal och delar ut Pi-priset i genren populärvetenskap tillsammans med Kungl. Vetenskapsakademien och Kulturhuset i Stockholm. Samtalsserien speglar vetenskapens frontlinjer och vill öka kunskapen om verkligheten och oss själva. Prissumman är 314 159 kronor och namnet syftar på det matematiska talet π.[källa behövs]
Fri Tanke har även givit ut böcker av religionsvetare som Joel Halldorf och Ulf Jonsson.

## MagasinetSansoch podcastenFri Tanke-podden
Fri Tanke ger ut magasinet Sans och driver Fri Tanke-podden. Formaten bygger på att forskare, skribenter och andra ämneskunniga reflekterar, debatterar och granskar olika brännande ämnen.
I podcasten har bland annat följande gäster medverkat:

- Janne Josefsson
- Siri Sylvan och Sten Widmalm
- Roland Poirier Martinsson
- Svante Nordin
- Sakine Madon
- Martin Kragh
- Navid Modiri
- Torbjörn Tännsjö och Peter Singer
- Hanne Kjöller
- Ayaan Hirsi Ali
- Christer Sturmark (intervjuad av Torbjörn Elensky)
- Torbjörn Elensky
- Erik Fichtelius
- Anna Lindman
- Richard Dawkins
- Amina Manzoor
- Morgan Johansson
- Kjell Asplund
- Romina Pourmokhtari
- Björn Wiman
- Åsa Wikforss
- Elsa Kugelberg & Isobel Hadley-Kamptz
- Ulf Danielsson
- Fredrik Kärrholm
- Bengt Westerberg
- Joel Halldorf
- Ivar Arpi och Anna-Karin Wyndhamn
- Christer Fuglesang
- Staffan Dopping & Stig-Björn Ljunggren